# Nathan Dyer
Pour les articles homonymes, voir Dyer.
Nathan Antone Jonah Dyer, né le 29 novembre 1987 à Trowbridge, est un footballeur anglais qui évolue au poste de milieu de terrain.

## Biographie
Dyer est né à Trowbridge, dans le sud de l'Angleterre, et intègre adolescent le centre de formation de Southampton. Il signe ensuite en tant que professionnel dans l'équipe première où il reste 4 saisons et joue 66 matchs.
Après un prêt concluant en 2009 au club de Swansea City, il est recruté définitivement pas les Gallois le 2 juin 2009 pour une indemnité de transfert d'environ 400 000 £.
Le 24 février 2013, Dyer inscrit un doublé contre Bradford City en finale de la League Cup.
Dyer remporte la League Cup avec Swansea City.

## Palmarès
- Swansea City
  - Vainqueur de la League Cup en 2013.
- Leicester City
  - Champion d'Angleterre en 2016.

## Statistiques
| Saison      | Club             | Pays           | Championnat        | Coupes nationales |
| ----------- | ---------------- | -------------- | ------------------ | ----------------- |
| 2005 - 2006 | Southampton      | Championship   | 1 match            | 2 matchs / 1 but  |
| 2005 - 2006 | Burnley          | Championship   | 5 matchs / 2 buts  | -                 |
| 2005 - 2006 | Southampton      | Championship   | 16 matchs          | 3 matchs          |
| 2006 - 2007 | Southampton      | Championship   | 18 matchs          | 3 matchs / 1 but  |
| 2007 - 2008 | Southampton      | Championship   | 17 matchs / 1 but  | 1 match           |
| 2008 - 2009 | Southampton      | Championship   | 4 matchs           | 1 match           |
| 2008 - 2009 | Sheffield United | Championship   | 7 matchs / 1 but   | -                 |
| 2008 - 2009 | Swansea City     | Championship   | 17 matchs / 2 buts | 4 matchs / 1 but  |
| 2009 - 2010 | Swansea City     | Championship   | 40 matchs / 2 buts | 2 matchs          |
| 2010 - 2011 | Swansea City     | Championship   | 49 matchs / 2 buts | 3 matchs          |
| 2011 - 2012 | Swansea City     | Premier League | 34 matchs / 5 buts | 1 match / 1 but   |
| 2012 - 2013 | Swansea City     | Premier League | 37 matchs / 3 buts | 7 matchs / 3 buts |

Dernière mise à jour le 21 mai 2013